# Американо-эсватинские отношения
Американо-эсватинские отношения — двусторонние дипломатические отношения между Соединёнными Штатами Америки и Эсватини.

## История
В 1968 году были установлены дипломатические отношения между странами, после обретения Свазилендом независимости от Великобритании. Политика США направлена на укрепление двусторонних отношений и одобряет проведение политических и экономических реформ в Свазиленде. Свазиленд имеет самый высокий показатель распространенности ВИЧ в мире (приблизительно 30 % взрослых в возрасте 15-49 лет), сейчас находится на пороге эпидемического контроля, отчасти благодаря вкладу Чрезвычайного плана Президента США по борьбе со СПИДом за последние 15 лет.
Правительство США ежегодно приглашает трёх специалистов из Свазиленда через Программу Фулбрайта. Шесть военнослужащих Свазиленда ежегодно прибывают в США для тренировок и обучения. Соединенные Штаты также организовывают подготовку сотрудников правоохранительных органов Свазиленда.

## Торговля
В январе 2018 года Свазиленд стал получать экономическую помощь США в соответствии с Законом о росте и возможностях Африки (AGOA) после проведения реформ законодательства, связанных с либерализацией политической жизни страны. Свазиленд входит в состав Южноафриканского таможенного союза, который подписал Соглашение о торговле, инвестициях и развитии с Соединёнными Штатами. Свазиленд является членом Общего рынка Восточной и Южной Африки с которым США подписали рамочное соглашение о торговле и инвестициях.